# رود ویلد
رود ویلد رودی است که به ویچگدا می‌ریزد. این رود از کشور روسیه می‌گذرد و طول آن ۳۲۱ کیلومتر (۱۹۹ مایل) است.